# Steve Gardner (cầu thủ bóng đá, sinh năm 1958)
Stephen David Gardner (sinh ngày 7 tháng 10 năm 1958) là một cựu cầu thủ bóng đá người Anh thi đấu ở vị trí tiền vệ và Tiền đạo, thi đấu cho Ipswich Town và Oldham Athletic ở Anh, Karlskrona, IFK Göteborg và GAIS ở Thụy Điển, cũng như Dallas Sidekicks ở Hoa Kỳ.